# Сент-Мэрис (Айдахо)
Сент-Мэрис (англ. St. Maries) — город в северном центре штата Айдахо, крупнейший город сельского округа Бенева и его центр. Согласно переписи 2010 года население составляло 2 402 человека, что на 250 человек меньше, чем в 2000 году.

## География
Сент-Мэрис расположен по координатам 47°18′53″ с. ш. 116°34′17″ з. д. (47.314627, -116.571360). По данным Бюро переписи населения США в 2010 году город имел площадь 2,86 км², вся площадь — суша. В 2017 году площадь составила 3,08 км², вся площадь — суша.

### Климат
| Показатель                    | Янв.  | Фев.  | Март  | Апр.  | Май  | Июнь | Июль | Авг. | Сен. | Окт.  | Нояб. | Дек.  | Год   |
| ----------------------------- | ----- | ----- | ----- | ----- | ---- | ---- | ---- | ---- | ---- | ----- | ----- | ----- | ----- |
| Абсолютный максимум, °C       | 15,0  | 19,4  | 26,1  | 35,0  | 36,1 | 37,8 | 41,1 | 42,8 | 40,0 | 32,2  | 22,8  | 30,6  | 42,8  |
| Средний суточный максимум, °C | 1,7   | 5,2   | 9,7   | 15,2  | 20,1 | 23,9 | 29,4 | 29,1 | 23,5 | 15,6  | 6,6   | 2,2   | 15,2  |
| Средний суточный минимум, °C  | −5,4  | −3,9  | −1,7  | 1,2   | 4,7  | 8,1  | 9,8  | 8,8  | 5,3  | 1,7   | −1,4  | −4,2  | 1,9   |
| Абсолютный минимум, °C        | −32,2 | −31,7 | −23,3 | −13,3 | −6,7 | −3,3 | −1,1 | −1,1 | −7,8 | −18,9 | −25,6 | −33,9 | −33,9 |
| Среднее число дней с осадками | 15    | 12    | 13    | 11    | 11   | 9    | 4    | 4    | 6    | 10    | 13    | 14    | 122,0 |
| Норма осадков, мм             | 100   | 70    | 68    | 51    | 53   | 49   | 21   | 24   | 32   | 56    | 92    | 100   | 716   |
| Источник: WRCC                |       |       |       |       |      |      |      |      |      |       |       |       |       |

## Демография
| Год переписи | Нас. |  | %±    |
| ------------ | ---- |  | ----- |
| 2010         | 2402 |  | —     |
| 2020         | 2357 |  | −1,9% |

### Перепись 2010 года
Согласно переписи 2010 года, в городе проживало 2 402 человека в 999 домохозяйствах в составе 641 семей. Плотность населения составила 843,1 чел./км². Было 1 092 квартир, средняя плотность которых составляла 383,3/км². Расовый состав города: 96,0% белых, 0,3% афроамериканцев, 1,1% индейцев, 0,6% азиатов, 0,1% тихоокеанских островитян, 0,2% других рас, а также 1,8% двух или более рас. Доля испанцев и латиноамериканцев составляла 1,6% населения.
Из 999 домохозяйств 32,1% имели детей младше 18 лет, которые жили с родителями; 47,4% были супругами, жившими вместе; 12,2% имели хозяйку без мужа; 4,5% имели хозяина без жены и 35,8% не являлись семьями. 31,0% домохозяйств состояли из одного человека, в том числе 15,8% в возрасте 65 лет и старше. В среднем на домохозяйство приходилось 2,34 человека, а средний размер семьи составлял 2,88 человека.
Средний возраст жителей города составил 40,9 лет. Из них 24,5% были лица младше 18 лет; 7,8% — в возрасте от 18 до 24 лет; 22,7% в возрасте от 25 до 44 лет; 25,4% в возрасте от 45 до 64 лет и 19,6% — в возрасте 65 лет и старше. Половой состав населения: 49,4% — мужчины и 50,6% — женщины. Средний доход на одно домашнее хозяйство составил 42 543 доллара США (медиана — 35 125), а средний доход на одну семью — 52 119 долларов (медиана — 42 578). Медиана доходов составляла 41 831 доллар для мужчин и 25 000 долларов для женщин. За чертой бедности находилось 13,7% человек, в том числе 12,8% детей младше 18 лет и 5,7% лиц в возрасте 65 лет и старше.
Гражданское трудоустроенное население составляло 865 человек. Основные области занятости: образование, здравоохранение и социальная помощь — 29,6%, производство — 21,2%, розничная торговля — 9,5%, сельское хозяйство, лесничество, рыбалка — 8,4%.

### Перепись 2000 года
Согласно переписи 2000 года, в городе проживало 2 652 человека в 1 061 домохозяйствах в составе 675 семей. Плотность населения составила 939,4 человека/км². Было 1 132 квартир, средняя плотность которых составляла 401,0/км². Расовый состав города: 95,93% белых, 1,73% индейцев, 0,11% азиатов, 0,19% других рас и 2,04% двух или более рас. Доля испанцев и латиноамериканцев составляла 1,66% населения.
Из 1 061 домохозяйства 33,3% имели детей младше 18 лет, которые жили с родителями; 50,7% были супругами, жившими вместе; 9,2% имели хозяйку без мужа, и 36,3% не являлись семьями. 29,9% домохозяйств состояли из одного человека, в том числе 15,4% в возрасте 65 лет и старше. В среднем на домохозяйство приходилось 2,38 человек, а средний размер семьи составлял 2,98 человека.
Возрастной состав населения: 26,4% лица младше 18 лет, 7,6% в возрасте от 18 до 24 лет, 25,7% в возрасте от 25 до 44 лет, 23,3% в возрасте от 45 до 64 лет и 17,0% в возрасте 65 лет и старше. Средний возраст жителей — 38 лет. Половой состав населения: 50,6% — мужчины и 49,4% — женщины.
Средний доход домохозяйств в городе составил 32 054 доллара США, семей — 37 474 доллара. Средний доход мужчин составил 35 625 долларов и 19 509 долларов у женщин. Доход на душу населения в городе составлял 16 745 долларов. Около 10,7% семей и 12,8% населения находились за чертой бедности, включая 16,5% лиц младше 18 лет и 14,9% в возрасте 65 лет и старше.